# Lijst van personen overleden in 1940
Dit is een lijst van personen die zijn overleden in 1940.

## Januari

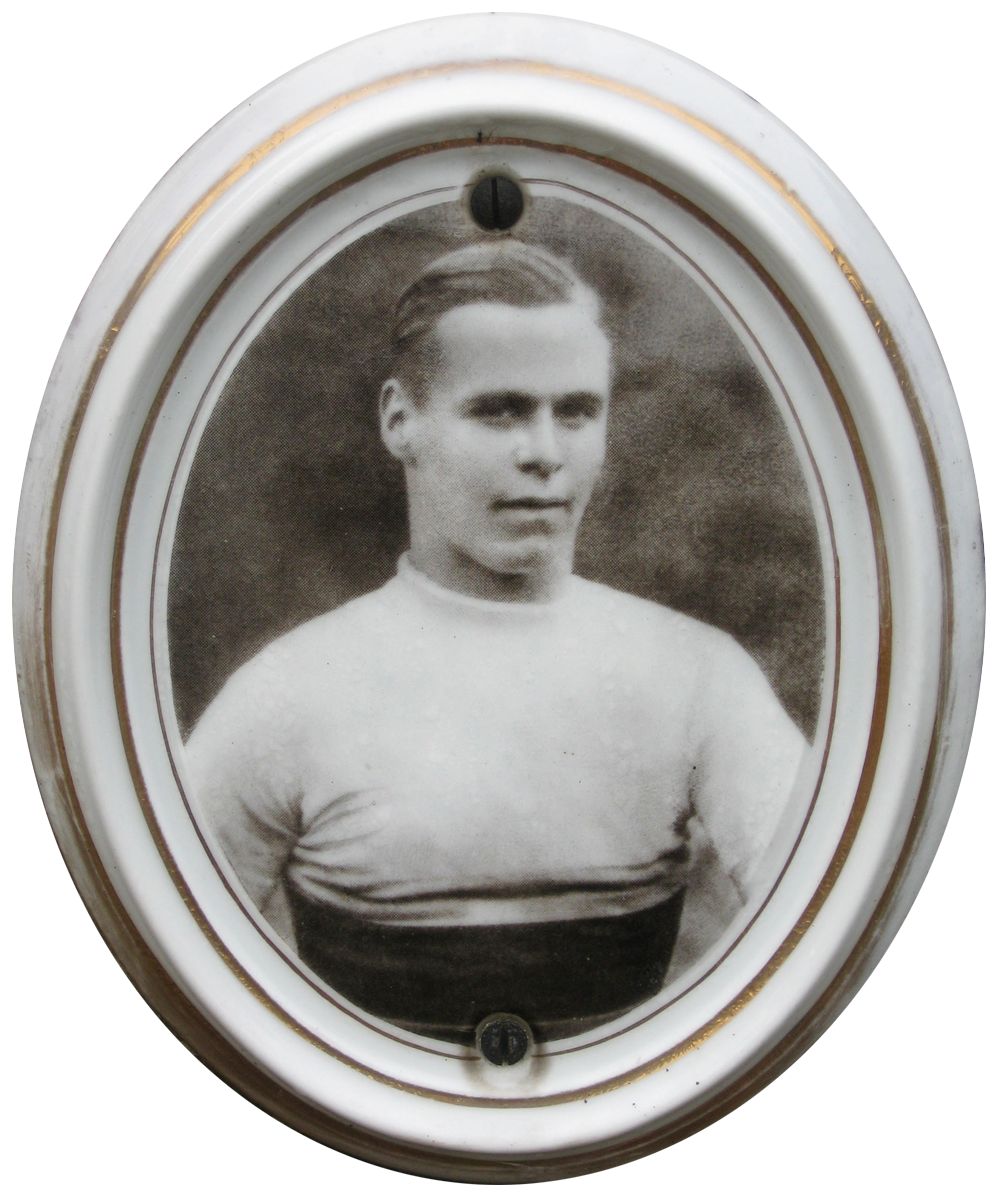
Albert Richter
2 januari

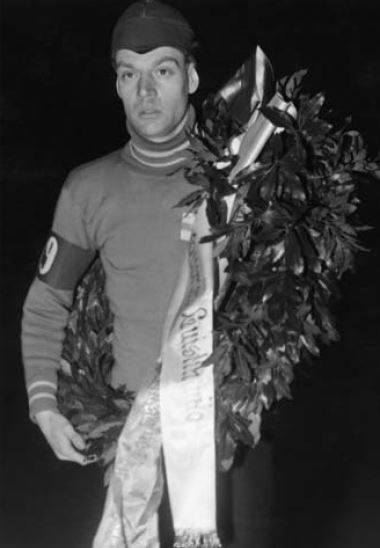
Birger Wasenius
2 januari

| 1 | 2 | 3 | 4 | 5 | 6 | 7 | 8 | 9 | 10 | 11 | 12 | 13 | 14 | 15 | 16 | 17 | 18 | 19 | 20 | 21 | 22 | 23 | 24 | 25 | 26 | 27 | 28 | 29 | 30 | 31 |
| - | - | - | - | - | - | - | - | - | -- | -- | -- | -- | -- | -- | -- | -- | -- | -- | -- | -- | -- | -- | -- | -- | -- | -- | -- | -- | -- | -- |

### 2 januari
- Albert Richter (27), Duits baanwielrenner
- Birger Wasenius (38), Fins langebaanschaatser

### 4 januari
- Juan Posadas (55), Filipijns bestuurder en burgemeester van Manilla

### 8 januari
- Jef Toune (52), Belgisch kunstenaar

### 27 januari
- Isaak Babel (45), Russisch auteur

## Februari
| 1 | 2 | 3 | 4 | 5 | 6 | 7 | 8 | 9 | 10 | 11 | 12 | 13 | 14 | 15 | 16 | 17 | 18 | 19 | 20 | 21 | 22 | 23 | 24 | 25 | 26 | 27 | 28 | 29 |
| - | - | - | - | - | - | - | - | - | -- | -- | -- | -- | -- | -- | -- | -- | -- | -- | -- | -- | -- | -- | -- | -- | -- | -- | -- | -- |

### 15 februari
- Rookes Crompton (95), Brits elektrotechnicus

### 26 februari
- Michael Hainisch (81), Oostenrijks politicus

### 27 februari
- Johan Braakensiek (81), Nederlands kunstschilder en illustrator

## Maart

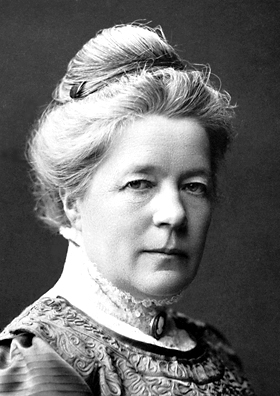
Selma Lagerlöf
16 maart

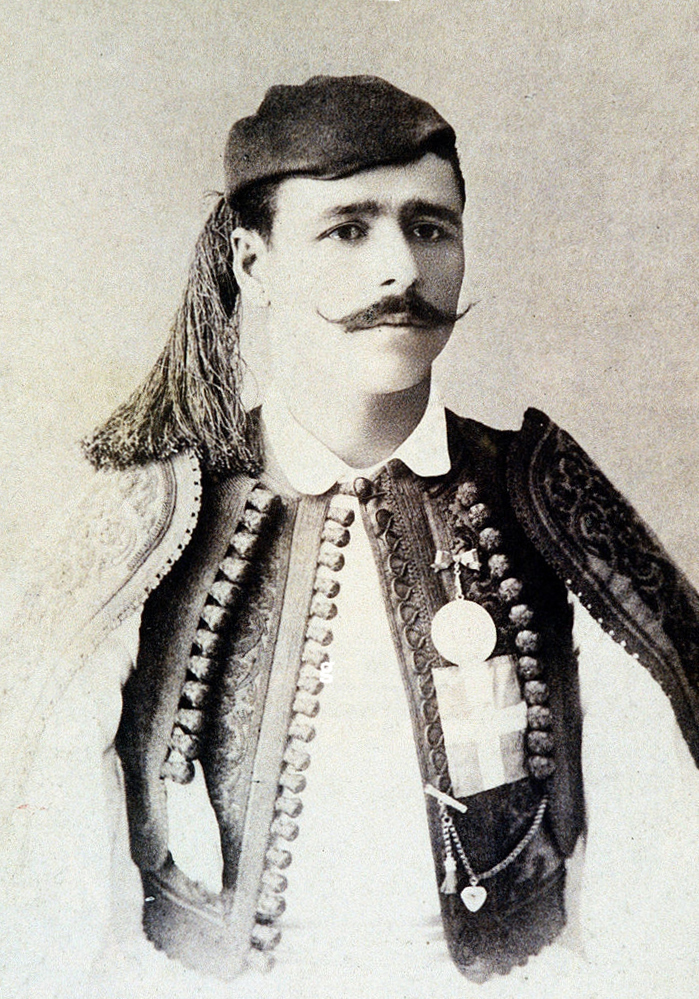
Spiridon Louis
26 maart

| 1 | 2 | 3 | 4 | 5 | 6 | 7 | 8 | 9 | 10 | 11 | 12 | 13 | 14 | 15 | 16 | 17 | 18 | 19 | 20 | 21 | 22 | 23 | 24 | 25 | 26 | 27 | 28 | 29 | 30 | 31 |
| - | - | - | - | - | - | - | - | - | -- | -- | -- | -- | -- | -- | -- | -- | -- | -- | -- | -- | -- | -- | -- | -- | -- | -- | -- | -- | -- | -- |

### 10 maart
- Michail Boelgakov (48), Russisch schrijver
- Louis de Vries (68), Nederlands acteur

### 11 maart
- Edgardo Mortara (88), Italiaans-joods persoon

### 14 maart
- Flori Van Acker (81), Belgisch kunstschilder

### 16 maart
- Selma Lagerlöf (81), Zweeds schrijfster

### 26 maart
- Spiridon Louis (67), Grieks marathonloper en olympisch kampioen (1896)

### 27 maart
- Madeleine Astor (46), Amerikaans Titanic-overlevende

## April

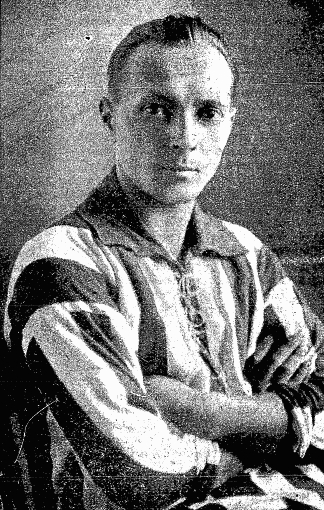
Adam Kogut
16 april

| 1 | 2 | 3 | 4 | 5 | 6 | 7 | 8 | 9 | 10 | 11 | 12 | 13 | 14 | 15 | 16 | 17 | 18 | 19 | 20 | 21 | 22 | 23 | 24 | 25 | 26 | 27 | 28 | 29 | 30 |
| - | - | - | - | - | - | - | - | - | -- | -- | -- | -- | -- | -- | -- | -- | -- | -- | -- | -- | -- | -- | -- | -- | -- | -- | -- | -- | -- |

### 16 april
- Adam Kogut (44), Pools voetballer
- Marian Spoida (39), Pools voetballer

### 26 april
- Carl Bosch (65), Duits scheikundige

## Mei

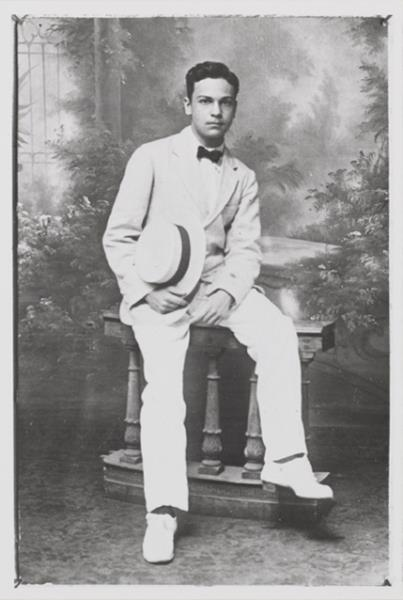
E. du Perron
14 mei

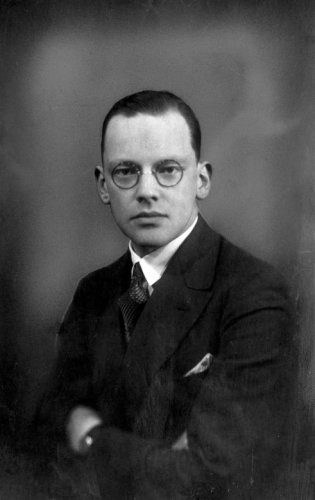
Menno ter Braak
15 mei

| 1 | 2 | 3 | 4 | 5 | 6 | 7 | 8 | 9 | 10 | 11 | 12 | 13 | 14 | 15 | 16 | 17 | 18 | 19 | 20 | 21 | 22 | 23 | 24 | 25 | 26 | 27 | 28 | 29 | 30 | 31 |
| - | - | - | - | - | - | - | - | - | -- | -- | -- | -- | -- | -- | -- | -- | -- | -- | -- | -- | -- | -- | -- | -- | -- | -- | -- | -- | -- | -- |

### 11 mei
- Powell (René Joannes) (44), Belgisch atleet

### 14 mei
- Emma Goldman (70), Amerikaans feministe
- E. du Perron (40), Nederlands dichter en schrijver

### 15 mei
- Menno ter Braak (38), Nederlands schrijver
- Joseph Limburg (73), Nederlands advocaat en politicus

### 16 mei
- Jacques Goudstikker (42), Nederlands kunsthandelaar

### 20 mei
- Verner von Heidenstam (80), Zweeds dichter en schrijver

### 23 mei
- Andrej Rimski-Korsakov (61), Russisch musicoloog

### 24 mei
- Louis Fles (68), Nederlands zakenman, activist en auteur

### 26 mei
- Wilhelm van Pruisen (33), Duits prins

### 28 mei
- Frederik Karel van Hessen (72), Fins koning

## Juni

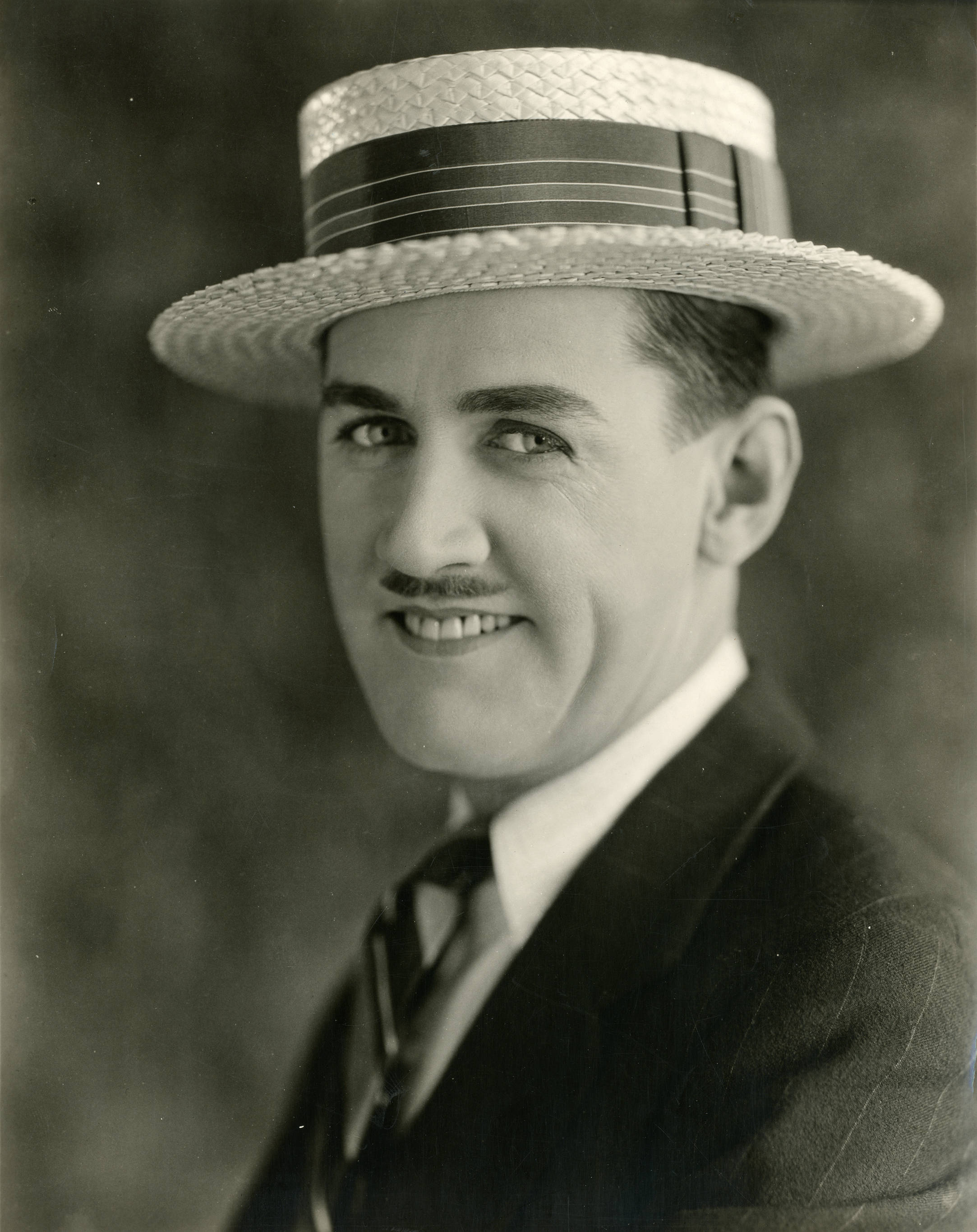
Charley Chase
20 juni

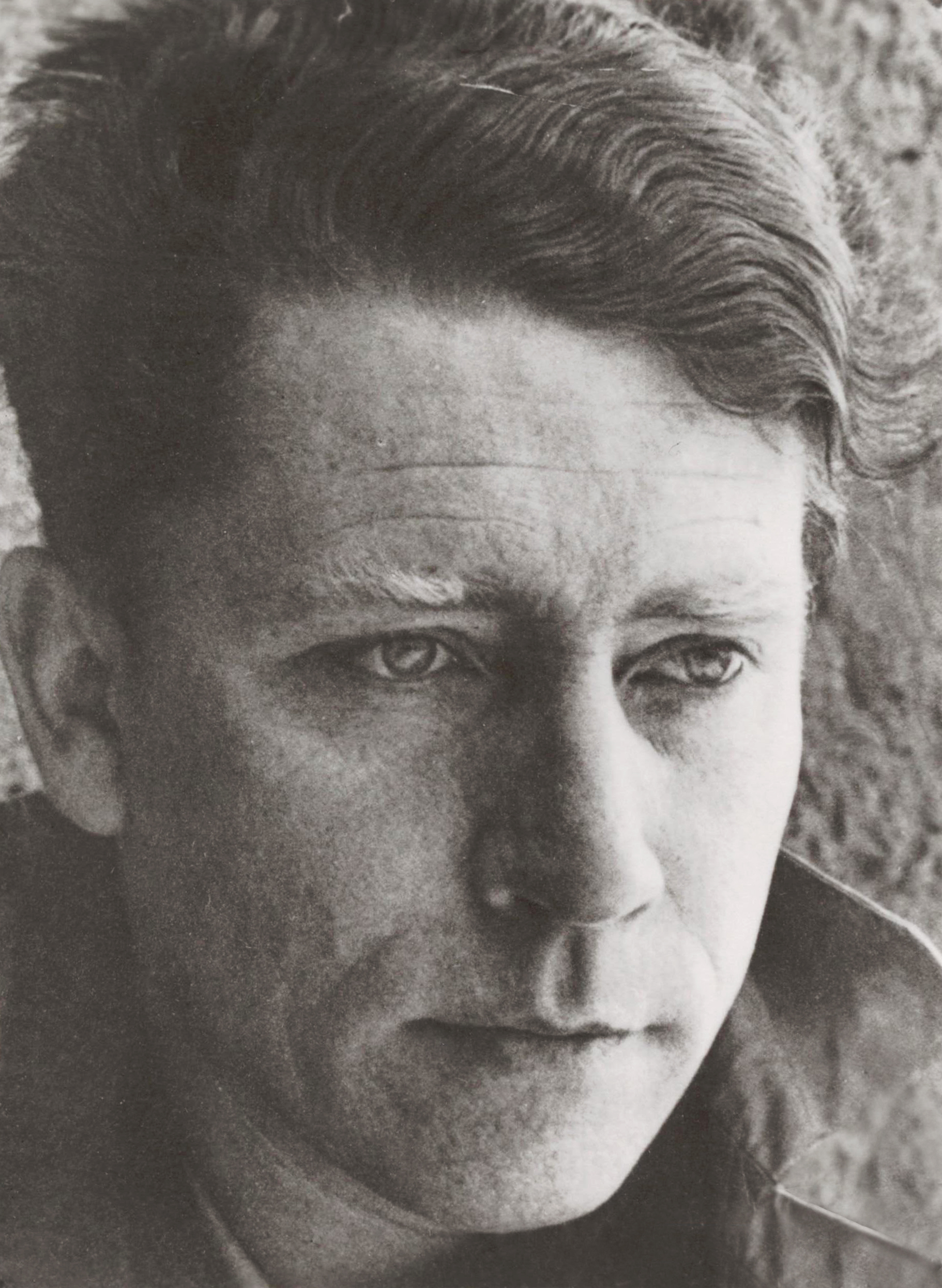
Hendrik Marsman
21 juni

| 1 | 2 | 3 | 4 | 5 | 6 | 7 | 8 | 9 | 10 | 11 | 12 | 13 | 14 | 15 | 16 | 17 | 18 | 19 | 20 | 21 | 22 | 23 | 24 | 25 | 26 | 27 | 28 | 29 | 30 |
| - | - | - | - | - | - | - | - | - | -- | -- | -- | -- | -- | -- | -- | -- | -- | -- | -- | -- | -- | -- | -- | -- | -- | -- | -- | -- | -- |

### 2 juni
- Michiel Van Caeneghem (47), Belgisch hoogleraar

### 10 juni
- Marcus Garvey (52), Amerikaans-Jamaicaans burgerrechtenactivist

### 17 juni
- Arthur Harden (74), Engels biochemicus en Nobelprijswinnaar

### 18 juni
- Erich Meng (28), Duits voetballer

### 20 juni
- Charley Chase (46), Amerikaans komiek, acteur, regisseur en scenarioschrijver

### 21 juni
- Janusz Kusociński (33), Pools atleet
- Hendrik Marsman (40), Nederlands dichter
- Édouard Vuillard (71), Frans kunstschilder

### 29 juni
- Paul Klee (60), Duits-Zwitsers kunstschilder

## Juli

Ben Turpin
1 juli

| 1 | 2 | 3 | 4 | 5 | 6 | 7 | 8 | 9 | 10 | 11 | 12 | 13 | 14 | 15 | 16 | 17 | 18 | 19 | 20 | 21 | 22 | 23 | 24 | 25 | 26 | 27 | 28 | 29 | 30 | 31 |
| - | - | - | - | - | - | - | - | - | -- | -- | -- | -- | -- | -- | -- | -- | -- | -- | -- | -- | -- | -- | -- | -- | -- | -- | -- | -- | -- | -- |

### 1 juli
- Ben Turpin (70), Amerikaans slapstickkomiek

### 3 juli
- Leonhard Seiderer (44), Duits voetballer

### 15 juli
- Robert Wadlow (22), Amerikaan, langste mens ooit

## Augustus

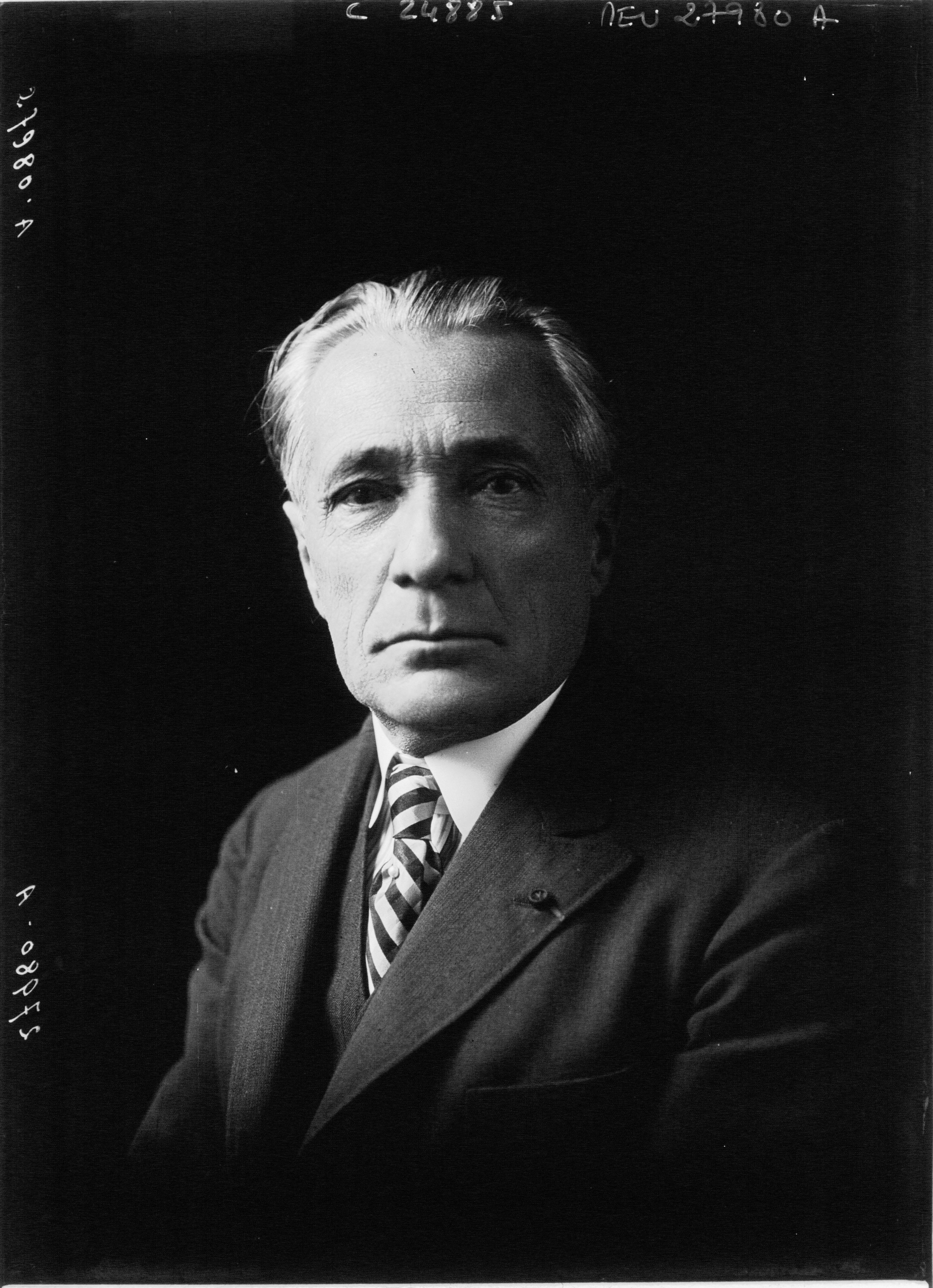
Henri Desgrange
16 augustus

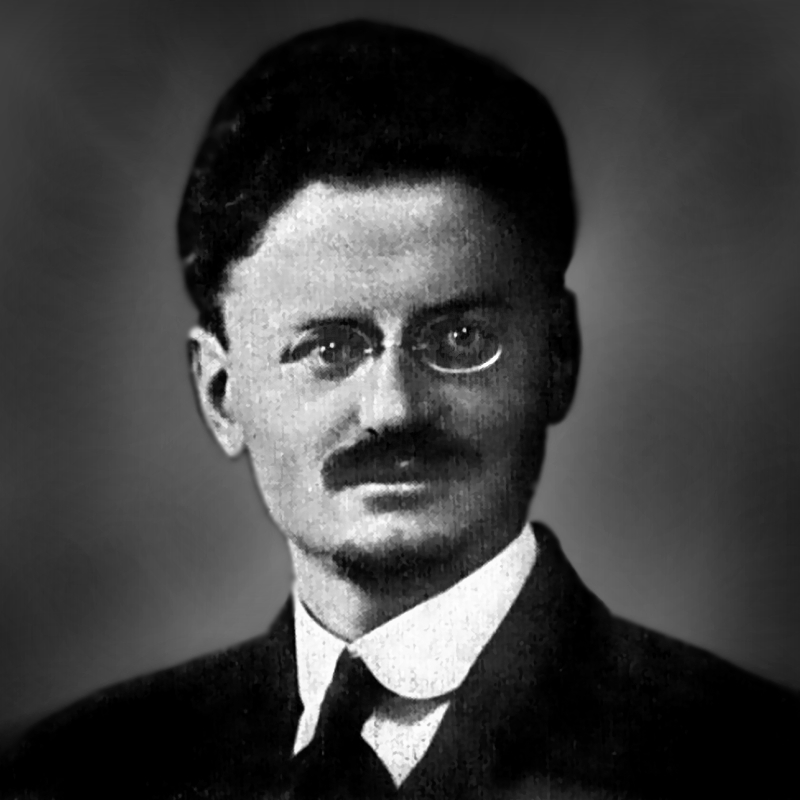
Leon Trotski
21 augustus

| 1 | 2 | 3 | 4 | 5 | 6 | 7 | 8 | 9 | 10 | 11 | 12 | 13 | 14 | 15 | 16 | 17 | 18 | 19 | 20 | 21 | 22 | 23 | 24 | 25 | 26 | 27 | 28 | 29 | 30 | 31 |
| - | - | - | - | - | - | - | - | - | -- | -- | -- | -- | -- | -- | -- | -- | -- | -- | -- | -- | -- | -- | -- | -- | -- | -- | -- | -- | -- | -- |

### 5 augustus
- Frederick Cook (75), Amerikaans noordpoolreiziger

### 16 augustus
- Henri Desgrange (75), Frans organisator van de Ronde van Frankrijk

### 18 augustus
- Walter Chrysler (65), Duits-Amerikaans autofabrikant

### 21 augustus
- Hermann Obrecht (58), Zwitsers politicus
- Leon Trotski (60), Russisch revolutionair en politicus

### 24 augustus
- Paul Nipkow (80), Duits uitvinder en televisiepionier

### 29 augustus
- Arthur De Greef (78), Belgisch componist en pianist

### 30 augustus
- Joseph John Thomson (83), Brits natuurkundige en Nobelprijswinnaar

## September

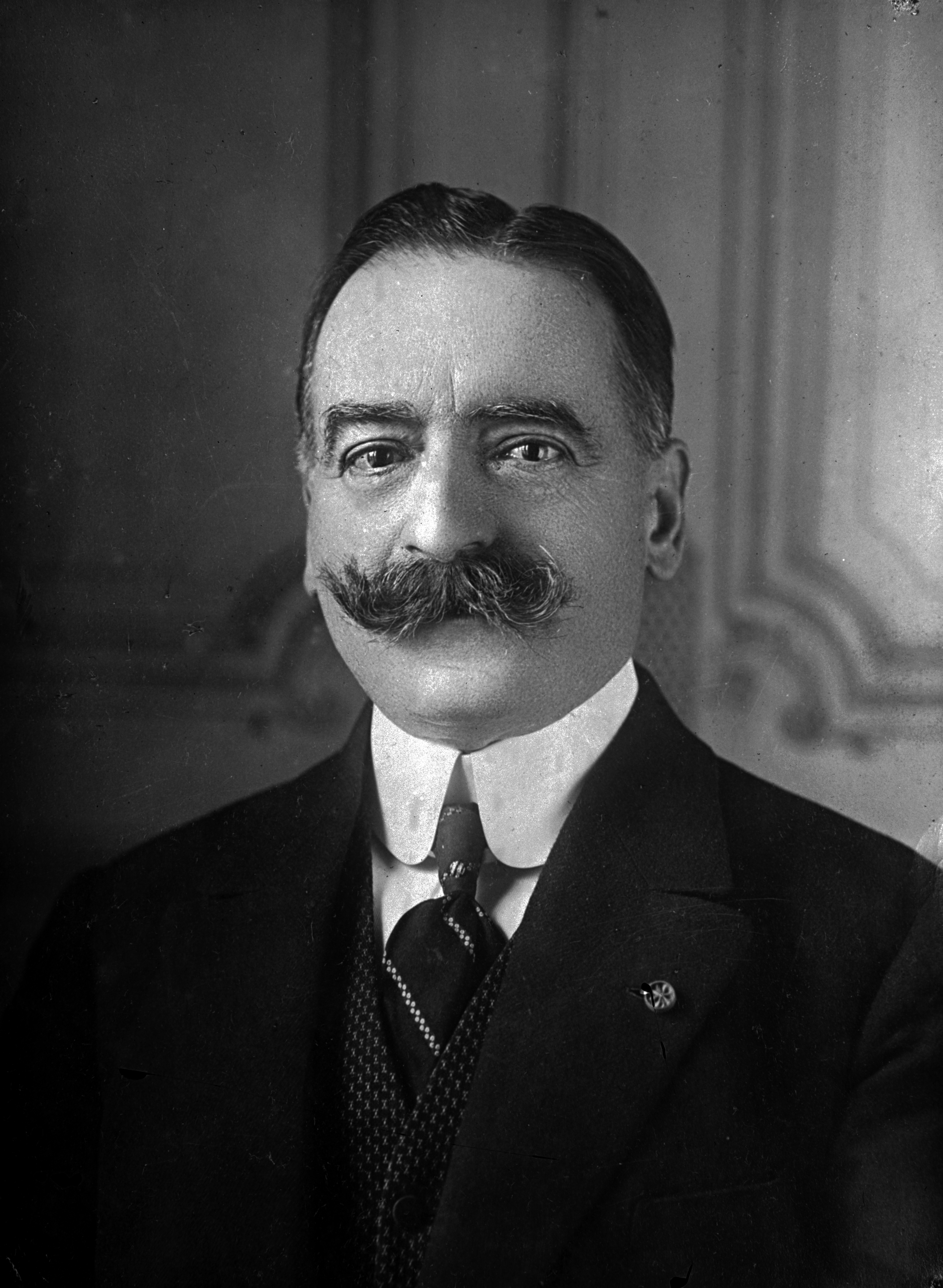
Charles de Broqueville
5 september

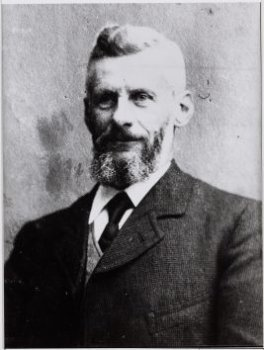
Leonard Springer
28 september

| 1 | 2 | 3 | 4 | 5 | 6 | 7 | 8 | 9 | 10 | 11 | 12 | 13 | 14 | 15 | 16 | 17 | 18 | 19 | 20 | 21 | 22 | 23 | 24 | 25 | 26 | 27 | 28 | 29 | 30 |
| - | - | - | - | - | - | - | - | - | -- | -- | -- | -- | -- | -- | -- | -- | -- | -- | -- | -- | -- | -- | -- | -- | -- | -- | -- | -- | -- |

### 1 september
- Gregorio Aglipay (80), Filipijns kerkelijk leider

### 5 september
- Charles de Broqueville (79), Belgisch premier

### 15 september
- Dick Ket (37), Nederlands kunstschilder

### 18 september
- Rudolf Olden (55), Duits journalist, advocaat en mensenrechten-activist

### 25 september
- Marguerite Clark (57), Amerikaans actrice

### 27 september
- Walter Benjamin (48), Duits filosoof en socioloog
- Julius Wagner-Jauregg (83), Oostenrijks medicus en Nobelprijswinnaar

### 28 september
- Leonard Springer (85), Nederlands tuin- en landschapsarchitect

## Oktober

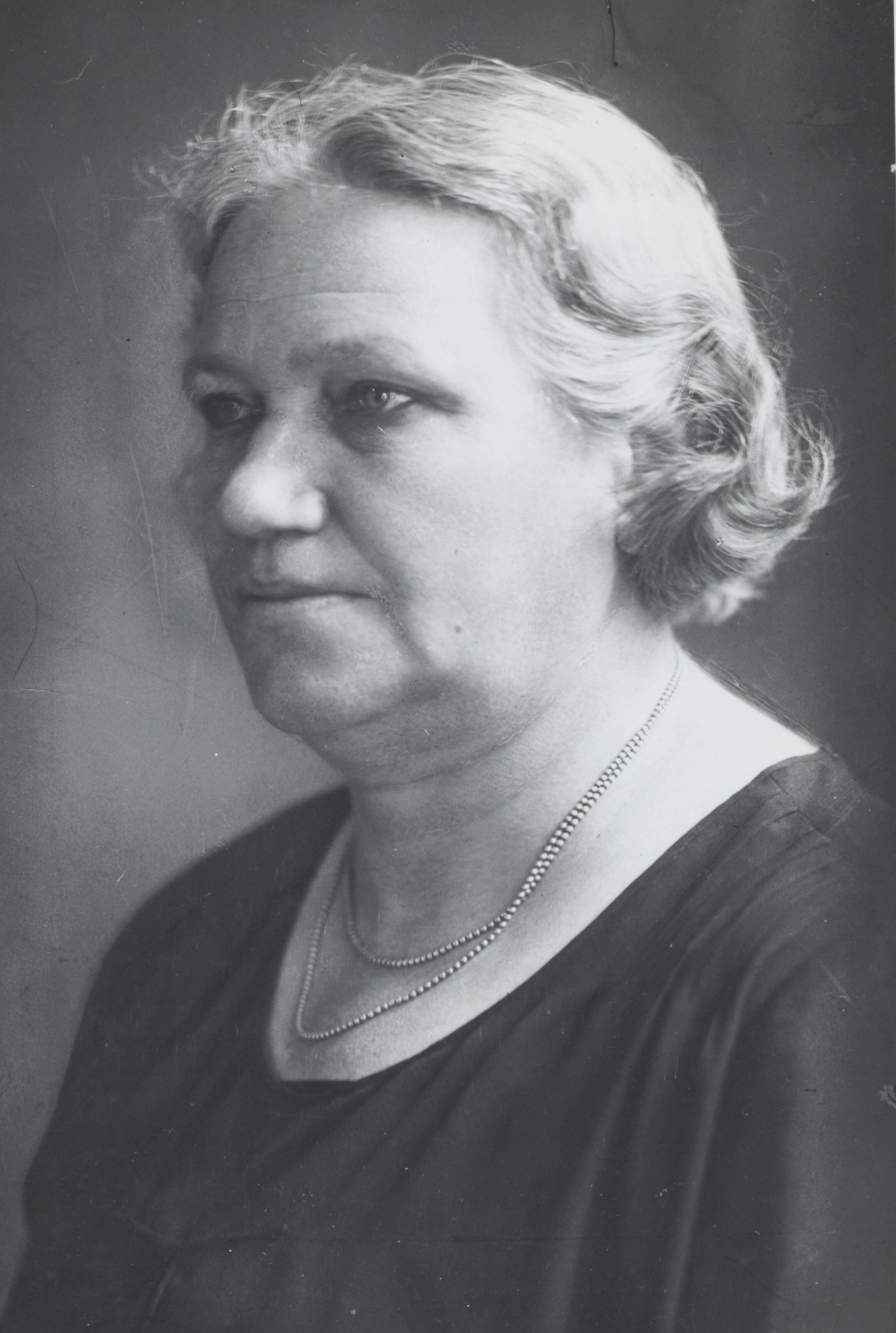
Suze Groeneweg
19 oktober

| 1 | 2 | 3 | 4 | 5 | 6 | 7 | 8 | 9 | 10 | 11 | 12 | 13 | 14 | 15 | 16 | 17 | 18 | 19 | 20 | 21 | 22 | 23 | 24 | 25 | 26 | 27 | 28 | 29 | 30 | 31 |
| - | - | - | - | - | - | - | - | - | -- | -- | -- | -- | -- | -- | -- | -- | -- | -- | -- | -- | -- | -- | -- | -- | -- | -- | -- | -- | -- | -- |

### 11 oktober
- Vito Volterra (80), Italiaans wiskundige en natuurkundige

### 12 oktober
- Luis Fontés (27), Brits autocoureur
- Tom Mix (60), Amerikaans acteur

### 19 oktober
- Suze Groeneweg (65), Nederlands politica

## November

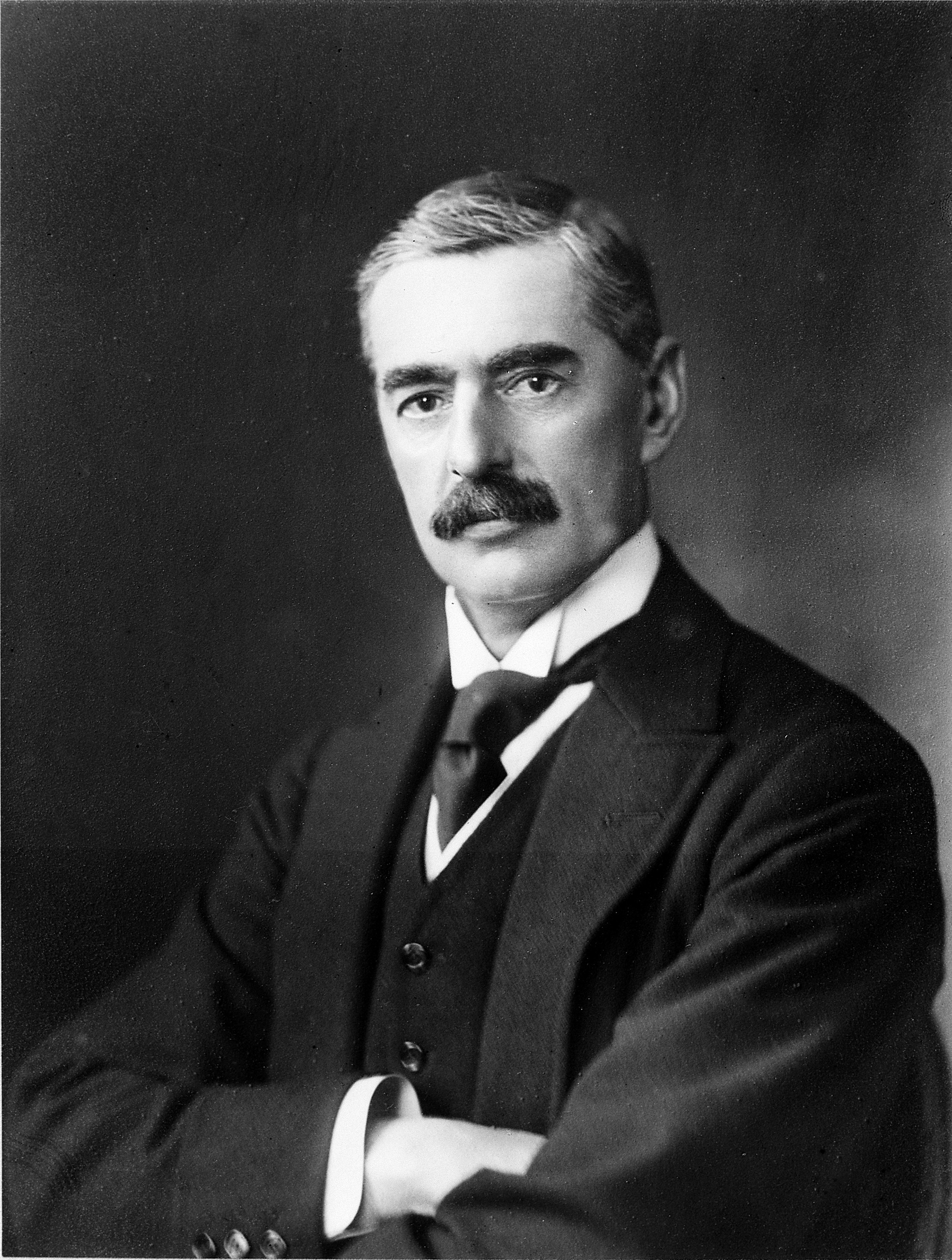
Neville Chamberlain
9 november

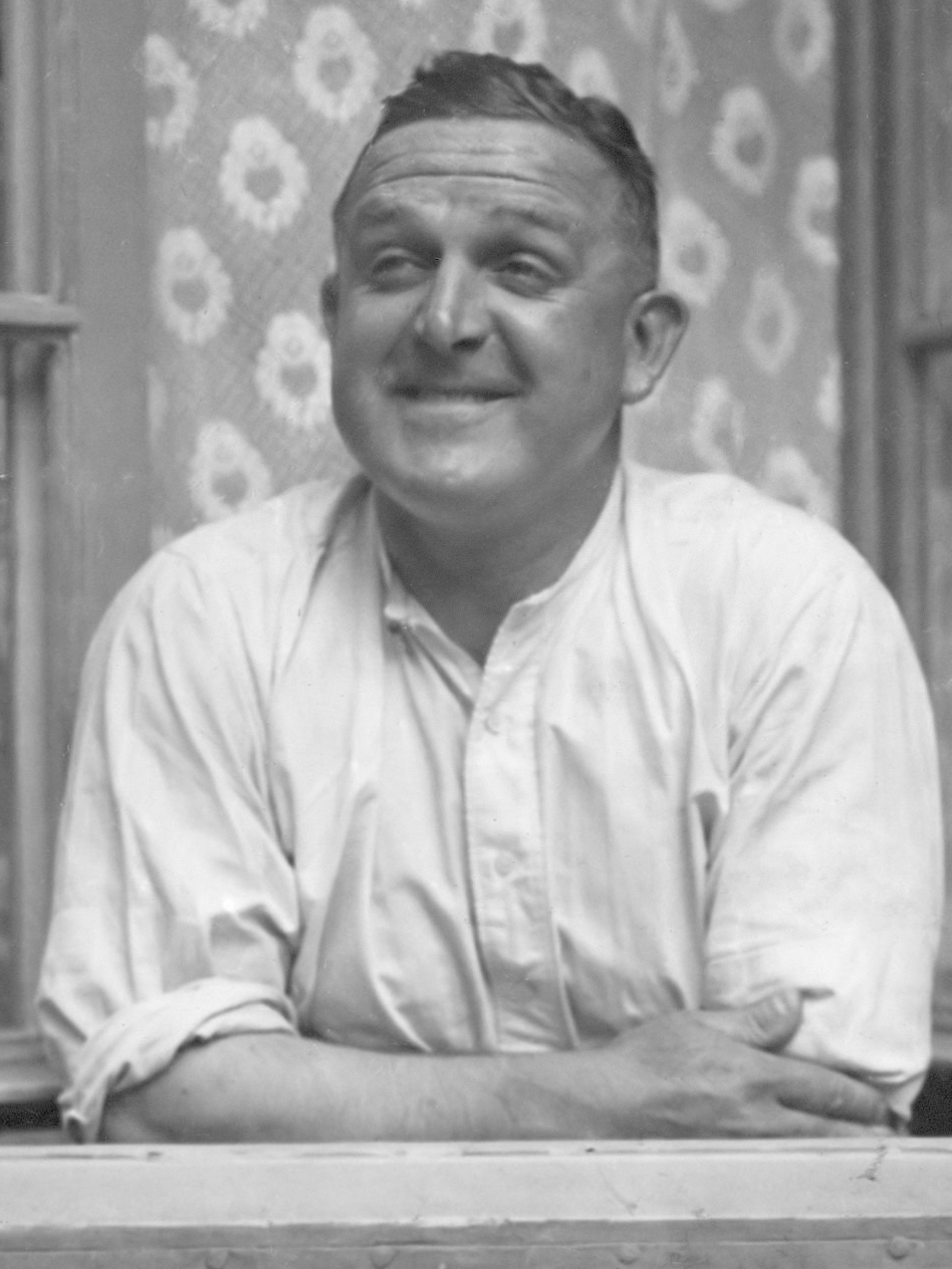
Bob Glendenning
19 november

| 1 | 2 | 3 | 4 | 5 | 6 | 7 | 8 | 9 | 10 | 11 | 12 | 13 | 14 | 15 | 16 | 17 | 18 | 19 | 20 | 21 | 22 | 23 | 24 | 25 | 26 | 27 | 28 | 29 | 30 |
| - | - | - | - | - | - | - | - | - | -- | -- | -- | -- | -- | -- | -- | -- | -- | -- | -- | -- | -- | -- | -- | -- | -- | -- | -- | -- | -- |

### 4 november
- Karl Josef Gollrad (74), Duits kunstschilder

### 9 november
- Neville Chamberlain (71), Brits premier van 1937 tot 1940

### 10 november
- Michael Staksrud (32), Noors schaatser

### 11 november
- Karel Frederik Wenckebach (76), Nederlands hoogleraar geneeskunde

### 17 november
- Eric Gill (58), Brits beeldhouwer en lettertypeontwerper

### 19 november
- Bob Glendenning (52), Engels voetballer en voetbaltrainer

### 24 november
- Janne Lundblad (63), Zweeds ruiter

### 27 november
- Nicolae Iorga (69), Roemeens schrijver en politicus

## December

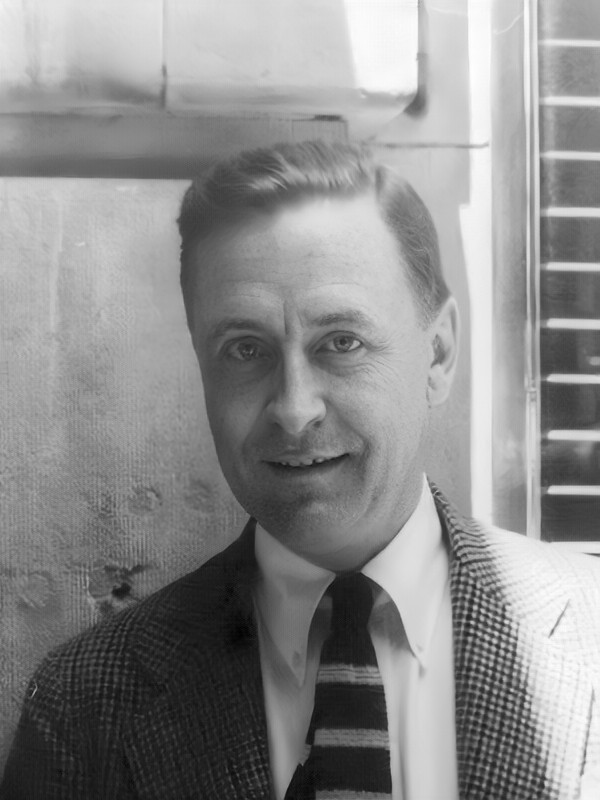
F. Scott Fitzgerald
21 december

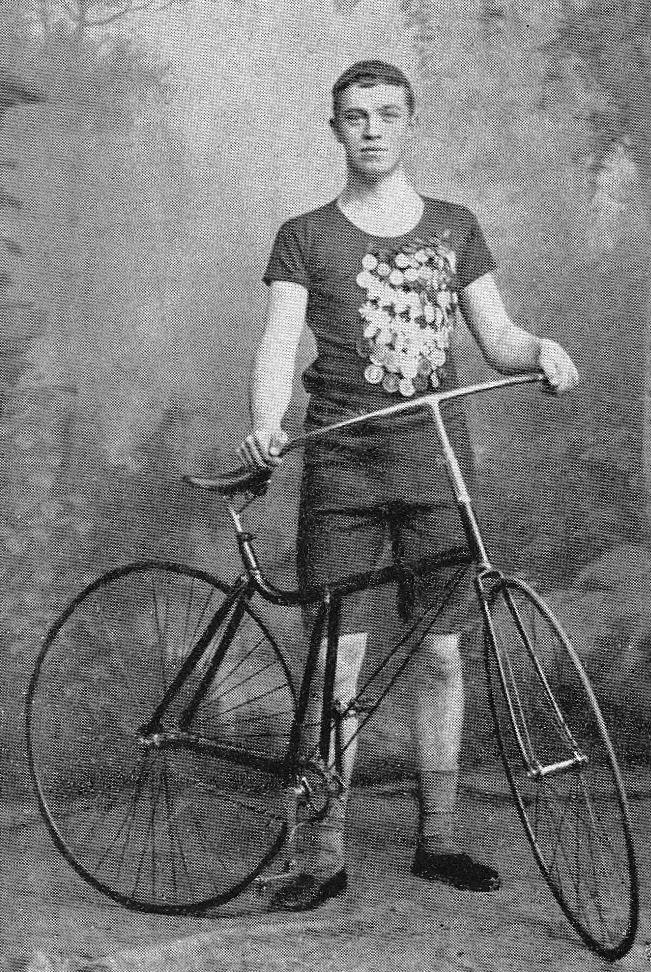
Klaas Pander
22 december

| 1 | 2 | 3 | 4 | 5 | 6 | 7 | 8 | 9 | 10 | 11 | 12 | 13 | 14 | 15 | 16 | 17 | 18 | 19 | 20 | 21 | 22 | 23 | 24 | 25 | 26 | 27 | 28 | 29 | 30 | 31 |
| - | - | - | - | - | - | - | - | - | -- | -- | -- | -- | -- | -- | -- | -- | -- | -- | -- | -- | -- | -- | -- | -- | -- | -- | -- | -- | -- | -- |

### 4 december
- Teodoro Kalaw (56), Filipijns schrijver, bestuurder en politicus

### 5 december
- Jan Kubelík (60), Tsjechisch violist en componist

### 15 december
- Han Dade (62), Nederlands sportbestuurder

### 18 december
- Gé Bohlander (45), Nederlands waterpolospeler

### 19 december
- Kyösti Kallio (67), vierde president van Finland

### 21 december
- F. Scott Fitzgerald (44), Amerikaans schrijver

### 22 december
- Klaas Pander (73), Nederlands schaatser

### 23 december
- Otto Silber (47), Estisch voetballer

### 25 december
- Agnes Ayres (42), Amerikaans actrice

### 26 december
- Ludo van Bronkhorst Sandberg (66), Nederlands staatsraad

### 27 december
- Louis Hayet (76), Frans kunstschilder

1900 ·
1901 ·
1902 ·
1903 ·
1904 ·
1905 ·
1906 ·
1907 ·
1908 ·
1909 ·
1910 ·
1911 ·
1912 ·
1913 ·
1914 ·
1915 ·
1916 ·
1917 ·
1918 ·
1919 ·
1920 ·
1921 ·
1922 ·
1923 ·
1924 ·
1925 ·
1926 ·
1927 ·
1928 ·
1929 ·
1930 ·
1931 ·
1932 ·
1933 ·
1934 ·
1935 ·
1936 ·
1937 ·
1938 ·
1939 ·
1940 ·
1941 ·
1942 ·
1943 ·
1944 ·
1945 ·
1946 ·
1947 ·
1948 ·
1949 ·
1950 ·
1951 ·
1952 ·
1953 ·
1954 ·
1955 ·
1956 ·
1957 ·
1958 ·
1959 ·
1960 ·
1961 ·
1962 ·
1963 ·
1964 ·
1965 ·
1966 ·
1967 ·
1968 ·
1969 ·
1970 ·
1971 ·
1972 ·
1973 ·
1974 ·
1975 ·
1976 ·
1977 ·
1978 ·
1979 ·
1980 ·
1981 ·
1982 ·
1983 ·
1984 ·
1985 ·
1986 ·
1987 ·
1988 ·
1989 ·
1990 ·
1991 ·
1992 ·
1993 ·
1994 ·
1995 ·
1996 ·
1997 ·
1998 ·
1999 ·
2000 ·
2001 ·
2002 ·
2003 ·
2004 ·
2005 ·
2006 ·
2007 ·
2008 ·
2009 ·
2010 ·
2011 ·
2012 ·
2013 ·
2014 ·
2015 ·
2016 ·
2017 ·
2018 ·
2019 ·
2020 ·
2021 ·
2022 ·
2023 ·
2024 ·
2025